# Sergey Bezuqlı
Sergey Bezuqlı (ukrainska: Сергій Олександрович Безуглий: Serhij Oleksandrovytj Bezuhlyj, azerbajdzjanska: Sergey Bezuqlı, ryska: Сергей Безуглый: Sergej Bezuglyj), född den 7 oktober 1984 i Nikolajev i Ukrainska SSR i Sovjetunionen (nu Mykolajiv i Ukraina), är en ukrainsk och därefter azerisk kanotist.
Han representerade födelselandet Ukraina fram till 2008, och bytte 2009 tillsammans med kanottvåa-partnern Maksym Prokopenko till landslaget för Azerbajdzjan. 
Bezuqlı tog bland annat VM-silver i C-2 500 meter i samband med sprintvärldsmästerskapen i kanotsport 2011 i Szeged.